# Bakhtiar Rahmani
Bakhtiar Rahmani (persisch بختیار رحمانی; * 23. September 1991 in Sarpol-e Sahab) ist ein iranischer Fußballspieler.

## Karriere

### Klub
In seiner Jugend spielte er beim Foolad FC, wo er im Sommer 2007 von der U19 fest in die erste Mannschaft wechselte. Nach einigen Jahren hier wechselte er zur Saison 2015/16 weiter zu Tractor Sazi Täbris. Hier verblieb er jedoch nur eine Spielzeit und wechselte danach weiter zu Esteghlal Teheran. Nach einem weiteren halben Jahr kehrte er aber schon dem Klub dem Rücken und schloss sich bis zum Saisonende wieder Foolad an. Zur neuen Saison 2017/18 wechselte er weiter zu Paykan Teheran und im nächsten Winter zu Zob Ahan Isfahan. Die Spielzeit 2018/19 verbrachte er dann beim Sepahan FC.
Erstmals ins Ausland ging es für ihn schließlich in der Runde 2019/20, als er nach Katar zum al-Shamal SC wechselte. Bereits im folgenden September wechselte er jedoch schon wieder zurück in sein Heimatland, wo er bis November 2020 für Sanat Naft Abadan spielte. Anschließend ging er wieder ins Ausland, wo er diesmal beim Səbail FK in Aserbaidschan einen Vertrag unterschrieb. Im Januar des folgenden Jahres ging es dann weiter nach Schweden, wo er für den Dalkurd FF auflief. Hier wurde er vom Januar 2022 bis Ende März 2022 noch einmal kurz zum Duhok SC im Irak verliehen, spielt aber bis heute hier.

### Nationalmannschaft
Sein erster bekannter Einsatz für die iranische Nationalmannschaft war eine 1:3-Freundschaftsspielniederlage gegen den Oman am 22. Mai 2013. Anschließend kam er nur noch im nächsten Jahr in einem Spiel der Qualifikation für die Asienmeisterschaft 2015 sowie einem weiteren Freundschaftsspiel zum Einsatz. Zwar war er dann noch Teil des iranischen Kaders bei der Weltmeisterschaft 2014, bekam hier jedoch keinen Einsatz.